# Cyclooctatetraen
Cyclooctatetraen (COT) ist eine organisch-chemische Verbindung aus der Gruppe der cyclischen Kohlenwasserstoffe. Die Verbindung mit der Summenformel C8H8 besitzt vier konjugierte C=C-Doppelbindungen.
Im Gegensatz zu Benzol (C6H6) zählt COT nicht zu den aromatischen Kohlenwasserstoffen, da es aufgrund der Anzahl seiner π-Elektronen nicht der Hückel-Regel entspricht und auch nicht planar ist, sondern Wannenform aufweist.
Somit ist Cyclooctatetraen weder ein Aromat, noch ein Antiaromat. Durch die fehlende aromatische Stabilisierung ist es eher den gewöhnlichen Polyenen vergleichbar, allerdings aufgrund der durch die Ringspannung verursachten Bindungswinkeldeformation von erhöhter Reaktivität.
Das wannenförmige COT-Molekül kann als Chelatligand – ähnlich wie 1,5-Cyclooctadien (COD) – Metallkomplexe bilden. Durch die Aufnahme von zwei Elektronen, z. B. durch Übertragung von einem Metall, wird aus dem COT das planare, aromatische Cyclooctatetraenyl-Anion C8H82− mit zehn π-Elektronen und erfüllt damit die Hückel-Regel. Ein bekanntes Beispiel für einen Komplex mit planaren Cyclooctatetraenyl-Liganden ist das Uranocen.

## Vorkommen
COT wurde in Tabakrauch nachgewiesen.

## Darstellung
- COT wurde erstmals 1905 von Richard Willstätter aus Pseudopelletierin synthetisiert.[6]

- Die gängigste Synthese von COT erfolgt  nach einem katalytischen Verfahren von Walter Reppe durch Cyclotetramerisierung von Ethin.[7]

- Eine weitere Synthese geht vom Cuban aus. In Gegenwart von Rhodiumkatalysatoren wird zunächst das syn-Tricyclooctadien gebildet, welches anschließend thermisch bei 50–60 °C zum Cyclooctatetraen umgewandelt werden kann.[8]

## Eigenschaften
Durch Erhitzen von Cyclooctatetraen 1 auf 100 °C erhält man ein Gemisch der beiden dimeren C16H16-Verbindungen 2 und 3. Das Dimer 2 (Schmelzpunkt 53 °C) entsteht durch eine Diels-Alder-Reaktion zweier Moleküle Cyclooctatetraen (1). Diese Reaktion ist bei hoher Temperatur teilweise reversibel. In einem zweiten Schritt lagert sich 2 in das Dimer 3 (Schmelzpunkt 76 °C) um.
Aus der pentacyclischen Verbindung 3, die ein Homotropiliden-Strukturelement aufweist, erhält man durch UV-Bestrahlung unter Abspaltung von Benzol 5 den  C10H10-Kohlenwasserstoff Bullvalen 4.
Cyclooctatetraen findet Verwendung bei der Synthese von Korksäure und Cyclooctan.